# Gunter d’Alquen
Gunter d'Alquen (24 de outubro de 1910 - 15 de maio de 1998) foi editor-chefe do semanário Das Schwarze Korps ("The Black Corps"), o jornal oficial da Schutzstaffel (SS), e comandante do SS-Standarte Kurt Eggers.

## Biografia
Gunter d'Alquen nasceu de um católico - maçom comerciante de lã e oficial da reserva chamado Carl d'Alquen, em Essen em 24 de outubro de 1910.   Ele frequentou a escola primária em Essen e ingressou na Juventude Hitlerista em 1926. Em 1927, d'Alquen tornou-se membro da SA e aos 16 anos ingressou no NSDAP.
D'Alquen era ativo na União Nacional-Socialista dos Estudantes Alemães. Tornou-se membro da SS em 10 de abril de 1931. Ele não completou seus estudos em história e filologia e, em vez disso, voltou-se para a carreira jornalística. A partir de 1932, ele foi correspondente político do conselho editorial do Völkischer Beobachter ("Völkisch Observer"). Foi aqui que ele despertou a atenção de Heinrich Himmler, que o nomeou editor-chefe do Das Schwarze Korps em março de 1935.

### Editor-chefe
O jornal de d'Alquen frequentemente atacava intelectuais, estudantes, maçons, certos cientistas, empresários rebeldes, traficantes, clérigos e outros representantes da sociedade alemã que haviam despertado a ira de Himmler. Com seu notório anti-semitismo, Das Schwarze Korps estabeleceu-se como porta-voz moral das crenças nazistas.
A partir de setembro de 1939, d'Alquen tornou-se um importante correspondente de guerra da SS. Ele foi nomeado chefe da formação de propaganda SS-Standarte Kurt Eggers em homenagem a Kurt Eggers, um amigo de d'Alquen, um correspondente de guerra da SS e editor do Das Schwarze Korps, morto em combate em 1943. 

### Prisioneiro de guerra
Em maio de 1945, d'Alquen foi feito prisioneiro de guerra pelo exército britânico. Ele foi mantido no Campo 18, um campo de prisioneiros de guerra no Castelo de Featherstone em Northumberland, Inglaterra. D'Alquen foi libertado da custódia em 1948. 

### Pós-guerra
Após a guerra, d'Alquen negou qualquer conhecimento dos campos de extermínio nazistas. Ele foi condenado a 10 anos de prisão. 
Em julho de 1955, d'Alquen foi condenado por um tribunal de desnazificação de Berlim a pagar uma multa de 60.000 marcos alemães, seguida pela perda dos direitos à pensão por três anos. Ele foi considerado culpado de ter desempenhado um papel significativo na propaganda de guerra e incitação contra igrejas, judeus e estrangeiros no estado nazista. Após uma investigação mais aprofundada sobre a renda de d'Alquen com essa atividade, ele foi condenado a pagar outra multa de 28.000 marcos alemães em janeiro de 1958.
Segundo a inteligência britânica, ele era membro do círculo de Naumann.  No final dos anos 1950, d'Alquen tornou-se acionista de uma tecelagem em Mönchengladbach. 
Ele morreu em 15 de maio de 1998 em Mönchengladbach. 

## Datas de classificação
- SS-Anwärter - 10 de abril de 1931 [8]
- SS-Mann - 10 de abril de 1931 [8]
- SS-Sturmführer - 1 de outubro de 1932 [8]
- SS-Obersturmführer - 9 de novembro de 1933 [8]
- SS-Hauptsturmführer - 1º de junho de 1934 [8]
- SS-Sturmbannführer - 30 de janeiro de 1935 [8]
- SS-Obersturmbannführer - 16 de outubro de 1935 [8]
- SS-Standartenführer - 1 de janeiro de 1937 [8]
- SS-Untersturmführer der Reserve - 1 de março de 1940 [8]
- SS-Obersturmbannführer der Reserve - 30 de abril de 1940 [8]
- SS-Hauptsturmführer der Reserve - 1 de agosto de 1940 [8]
- SS-Sturmbannführer der Reserve - 9 de novembro de 1941 [8]
- SS-Obersturmbannführer der Reserve - 10 de agosto de 1943 [8]
- SS-Standartenführer der Reserve - 1943 [9]

## Prêmios e honrarias
- Cruz de Ferro, 2ª classe
- Cruz de Mérito de Guerra, 2ª classe
- Insígnia de Assalto Geral
- Distintivo do Partido Dourado do NSDAP
- SS-Ehrenring e SS-Ehrendegen

## Ligações externos
- Livros de Gunter d'Alquen (em alemão)
- Gunter d'Alquen auf der Familien (em alemão)